# Nether Providence Township, Pennsylvania
Nether Providence Township, Pennsylvania (енгл. Nether Providence Township) град је у америчкој савезној држави Пенсилванија.

## Демографија
По попису из 2000. године број становника је 13.456.
| Група             | 2000.          | 2010.    |
| Белци             | 12.028 (89,4%) | 0 (0,0%) |
| Афроамериканци    | 824 (6,1%)     | 0 (0,0%) |
| Азијати           | 315 (2,3%)     | 0 (0,0%) |
| Хиспаноамериканци | 152 (1,1%)     | 0 (0,0%) |
| Укупно            | 13.456         | 0        |